# تابع مرومورف

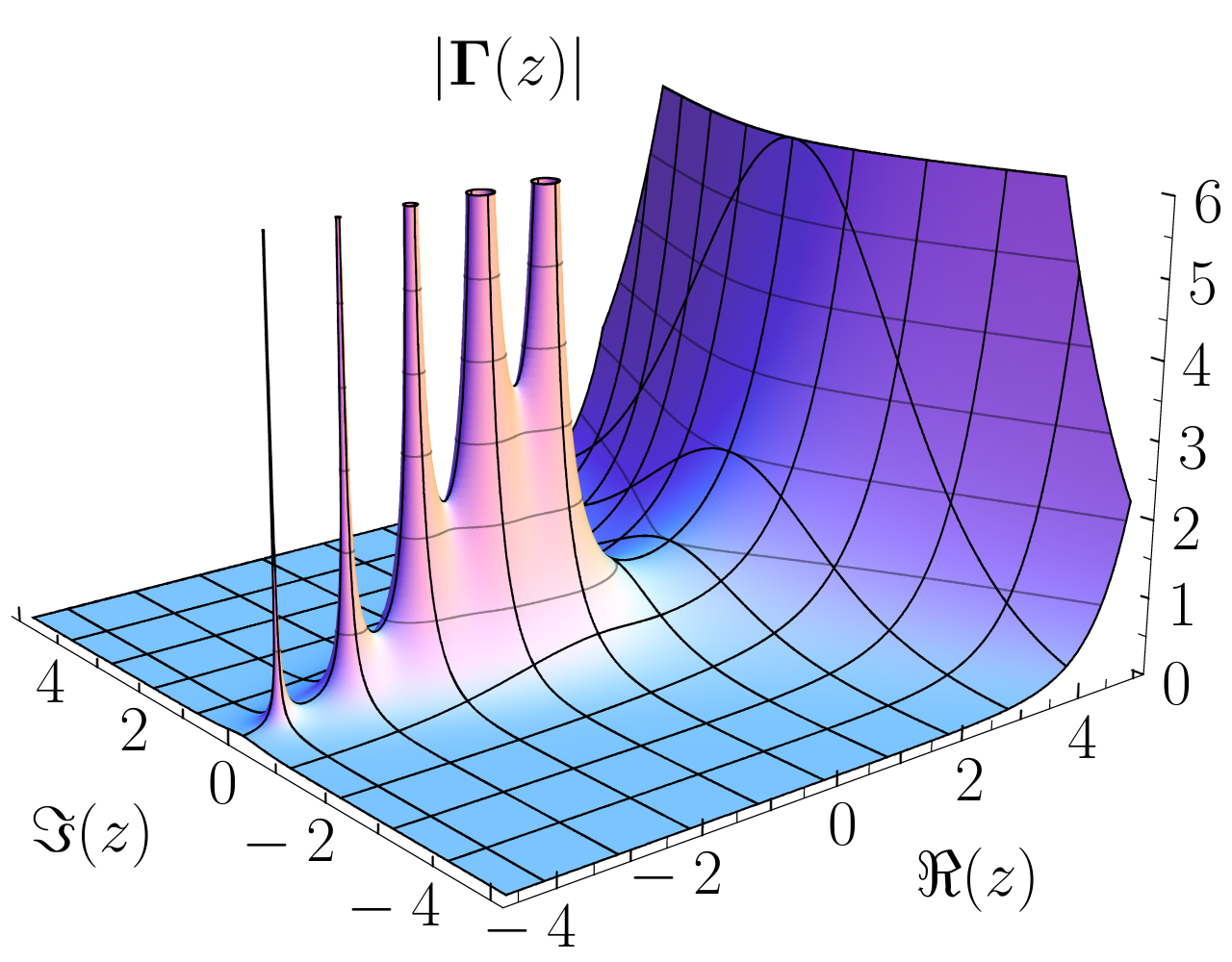
تابع مرومورف

در آنالیز مختلط، تابع مرومورف (به انگلیسی: Meromorphic function) (به معنای پاره‌ریخت، مشتق شده از یونانی "meros"، به معنی پاره و جزء در برابر "holos"به معنی کل می‌آید) یک تابع ریاضی است که «تقریباً همه‌جا تحلیلی» است، یعنی در همهٔ نقاط یک ناحیهٔ معین، مشتق‌پذیر است، به‌جز در چند نقطهٔ خاص که در آن‌ها ممکن است بینهایت شود (این نقاط را «قطب» می‌گویند).
مثال ساده:
تابع {\displaystyle f(z)={\frac {1}{z}}} همه‌جا تحلیلی است، به‌جز در نقطهٔ {\displaystyle z=0} که مقدارش بی‌نهایت می‌شود. پس این یک تابع مرومورف است.
تابع‌های مرومورف در آنالیز مختلط کاربرد زیادی دارند، به‌ویژه در محاسبهٔ انتگرال‌ها و بررسی رفتار توابع پیچیده. در فیزیک نظری، دینامیک سیالات، و حتی نظریه اعداد هم استفاده می‌شوند.

## تعریف
تابع مرومورف روی یک زیرمجموعه باز D از صفحه مختلط، تابعی است که روی تمام D به جز نقاط تکین خود هولومورف (همه‌ریخت) باشد. به این نقاط تکین، قطب‌های تابع گویند. این چنین توابع را گاهی توابع منظم یا روی D منظم گویند. هر تابع مرومورف روی D را می‌توان به صورت نسبت دو تابع هولومورف (با مخرجی که ثابت ۰ نباشد) روی D بیان کرد؛ بنابراین قطب‌ها در صفرهای مخرج روی می‌دهند. پس یک تابع مرومورف، ذاتاً نسبت دو تابع هولومورف است. چنین تابعی به جز در نقاطی که مخرج تابع صفر است و مقدار تابع بینهایت خواهد شد، همچنان هولومورف باقی می‌ماند. از دید جبری اگر D همبند باشد، آنگاه مجموعهٔ توابع مرومورف، میدان کسرهای حوزه صحیحی از مجموعهٔ توابع هولومورف است. این قایل قیاس با رابطهٔ بین {\displaystyle \mathbb {Q} }، اعداد گویا، و {\displaystyle \mathbb {Z} }، اعداد صحیح است.

## خواص
از آنجا که قطب‌های تابع مرومورف منزوی اند، حداکثر تعدادشان شماراست. مجموعه قطب‌ها ممکن است همچون تابع زیر نامتناهی باشد:
{\displaystyle f(z)=\csc z={\frac {1}{\sin z}}.}
با استفاده از ادامه تحلیلی جهت حذف تکینگی‌های برداشتنی، می‌توان توابع مرومورف را با هم جمع، تفریق یا ضرب کرد. دو تابع مرومورف را می‌توان برهم تقسیم کرد مگر این که مخرج روی مؤلفه همبندی از دامنه صفر شود. ازین رو، اگر D مجموعه همبندی باشد، توابع مرومورف روی آن تشکیل میدانی داده که توسیع میدانی از اعداد مختلط اند.

## مثال‌ها
- تمام توابع گویا،[۱] مثل:

{\displaystyle f(z)={\frac {z^{3}-2z+10}{z^{5}+3z-1}},}
روی کل صفحه مختلط مرومورف می‌باشند.
- توابع:

{\displaystyle f(z)={\frac {e^{z}}{z}}\quad } و {\displaystyle \quad f(z)={\frac {\sin {z}}{(z-1)^{2}}}}
به علاوه تابع گاما و تابع زتای ریمان، روی کل صفحه مختلط مرومورف اند.
- تابع:

{\displaystyle f(z)=e^{\frac {1}{z}}}
روی کل صفحه مختلط بجز مبدأ مختصات تعریف شده. با این حال، ۰ قطبی برای این تابع نیست، بلکه یک نقطه تکین اساسی است. ازین رو، این تابع در کل صفحه مختلط مرومورف نیست. با این حال، روی {\displaystyle \mathbb {C} \setminus \{0\}} مرومورف (و حتی هولومورف) است.
- تابع لگاریتم مختلط:

{\displaystyle f(z)=\ln(z)}
روی کل صفحه مختلط مرومورف نیست، چرا که نمی‌توان آن را با مستثنی کردن تنها مجموعه ای از نقاط منزوی (ایزوله) بر روی کل صفحه مختلط تعریف کرد.
- تابع:

{\displaystyle f(z)=\csc {\frac {1}{z}}={\frac {1}{\sin \left({\frac {1}{z}}\right)}}}
روی کل صفحه مختلط مرومورف نیست، چرا که {\displaystyle z=0} نقطه انباشتگی قطب‌ها بوده و ازین رو یک نقطه تکین تلقی نمی‌گردد.
- تابع:

{\displaystyle f(z)=\sin {\frac {1}{z}}}
نیز مرومورف نیست، چرا که دارای نقطه تکین اساسی در ۰ است.